# ペンシルパズル

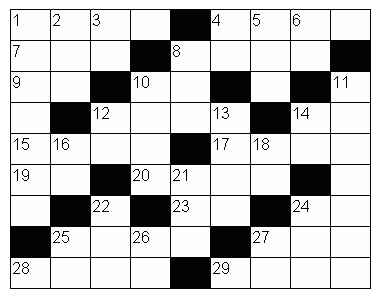
クロスワードパズルの枠

ペンシルパズル（pencil puzzle）とは、図示された問題に対して答えを徐々に書き込むことによって、最終的な解答を行う形式のパズルのことである。リトゥンパズル（written puzzle）とも呼ばれる。
迷路や、虫食い算、クロスワードパズル、数独などが代表的。
現在はパズルの専門雑誌がいくつも存在し、以下のパズルのいずれか一種類専門の雑誌も多い。パズルの形式（種類）自体に新しいものが次々と考え出されているが、それらの種類の名称は必ずしも共通しておらず、雑誌（出版社）により異なる場合がある。
なお、「ペンシルパズル」は株式会社ニコリの登録商標である。なお、ニコリでは、略して「ペンパ」とも呼んでいる。

## ペンシルパズルの種類
- 迷路
- クロスワードパズル
- 虫食い算
- 覆面算
- 間違い探し
- シークワーズ

### 現代のもの
- 主に単語が主体になる物
  - スケルトン
  - アロークロス
  - ナンバークロスワードパズル（ナンクロ）
  - 漢字パズル
- 主に数字・記号が主体になる物

数独（ナンバープレース）の問題例

お絵描きロジック完成までの流れ（GIFアニメ）

  - 数独（数字は独身に限る）、ナンバープレース
  - カックロ（加算クロス）、サムクロス
  - お絵かきロジック、イラストロジック、ののぐらむ、ピクチャークロスワード(ピクロス)
  - ぬり絵パズル（モザイクアート）
  - 推理パズル、ロジックパズル
  - ぬりかべ
  - サムライン
  - スリザーリンク
  - 点つなぎ
  - 四角に切れ
  - クロスナンバー（マックロ）
  - ナンスケ（ナンバースケルトン）
  - へやわけ
  - ましゅ
  - フィルオミノ
  - 美術館
  - ひとりにしてくれ
  - ナンバーリンク
  - ウォールロジック
  - ビルディングパズル
  - バトルシップ
  - 何種類
  - ABCプレース
  - ボンバーパズル
  - 賢くなるパズル

## 作者
ペンシルパズルの作り手は、プロ・セミプロ・アマチュアに分かれる。
パズルの作成だけで収入を得ている純粋なプロはあまり多くない。その多くが1980年代のクロスワード誌の創刊ラッシュ以前から新聞・雑誌や単行本などでクロスワードを含むパズルを発表してきた人である。彼らは、複数の雑誌で出題することも珍しくない。個人で活動している人の他に、ニコリ編集部や菫工房のような制作集団も存在する。
プロの数が多くないこともあり多くの雑誌では投稿を募集しており、アマチュアが作品を発表する場を設けている。アマチュアには、主婦・学生など一人の時間が取れる人が多い。投稿コーナーという区切りが無く、ほぼ読者による投稿が誌面を占めているパズル通信ニコリは異色とも言える。
セミプロの多くは、上述のような投稿コーナーの常連を経て作家としてデビューしており、最初から作家デビューを前提にしている雑誌も多い。プロと違い、一社の雑誌でしか出題しない人が多い。数独やお絵かきロジックのような、単独のパズルのスペシャリストも多い。

## パズルの権利
かつてお絵かきロジックの原作者が誰かについて裁判で争われたことがあるが、判決が出る前に双方が独自に開発したとして和解しているので司法の判断が実際に下されたことはない。
現在では新しいペンシルパズルの考案者に権利は発生しないと考えられている。
個々の問題に関しては著作権が発生すると考えられており、各誌の投稿規定でも二重投稿の禁止などの対策がとられている。

## 雑誌
ペンシルパズルの専門雑誌は「パズル誌」と呼ばれ、多くの種類の雑誌が発売されている。
日本で現在刊行されているパズル誌の中で最初に創刊されたのは「パズル通信ニコリ」（スタジオ魔法塵→ニコリ）であり、1980年に創刊された。この雑誌は、アメリカのデル・マガジンなどのパズル誌を参考に作られた。
1980年代前半に、「クロスワードハウス」（廣済堂）・「パズラー」「クロスワードファン」（世界文化社）・「クロスワードキング」（英知出版→インフォレスト）が創刊されている。タイトルから分かるように「パズラー」以外はクロスワードパズルが中心だった。
1990年代になると、特定のパズルに的を絞った雑誌が創刊されるようになる。多くの場合、既にパズル誌を発行している会社が増刊の形で始めている。ナンクロ・お絵かきロジック・数独など、パズル誌で人気の高かったパズルの雑誌が多い。

## ペンシルパズルの分類
ペンシルパズルは種類が多いが、明確な分類方法はほとんど確立されていない。以下の2つはこの記事でも使用されている方法だが、これも十分な物とはいえない。
作られた時期
明確な線引きは存在しないが、1980年代のパズル誌創刊以前から存在していたパズル（クロスワードパズル・虫食い算など）とパズル誌内で考案・紹介された物（数独・カックロ・スリザーリンクなど）に分けることが多い。
文系・理系
文字や言葉を使ったもの（文系）と、数字や記号を使ったもの（理系）に分ける方法。迷路のようにどちらにも該当しない物も出てくる。
他に「ルールの分かりやすさ」「枠の形が可変か」などの分類方法もあるが、一般的には使用されていない。

### ニコリによる分類
2008年にニコリから出版された「パズルBOX9」では、51種類のパズルを以下の6つに分類している。分類の後に代表的なパズルをあげる（同誌に掲載されていないパズルを例としてあげる場合がある）。
1. 線のパズル - スリザーリンク・ナンバーリンク・ウォールロジックなど
2. 黒マスのパズル - ぬりかべ・へやわけなど
3. 絵が出るパズル - お絵かきロジックなど
4. 言葉のパズル - クロスワードパズル・スケルトンなど
5. 数字のパズル - 虫食い算・数独など
6. いろいろなパズル - 迷路など